# 奥体中心站 (济南市)
奥体中心站（建设时工程名为奥体中心西站）是济南轨道交通3号线与建设中的4号线的地铁换乘站，位于中华人民共和国山东省济南市历下区姚家街道经十路与奥体西路交叉口地下，2019年12月28日投入运营。西靠历下金融商务服务中心，南望济南奥林匹克体育中心体育场。

## 运营
地铁3号线在22:00运营结束后，会开行4列由机场南站发往龙洞站的“大站快车”，本站为停车站，只出不进，到达本站时间分别为22:52、23:07、23:24和23:44。

## 车站构造

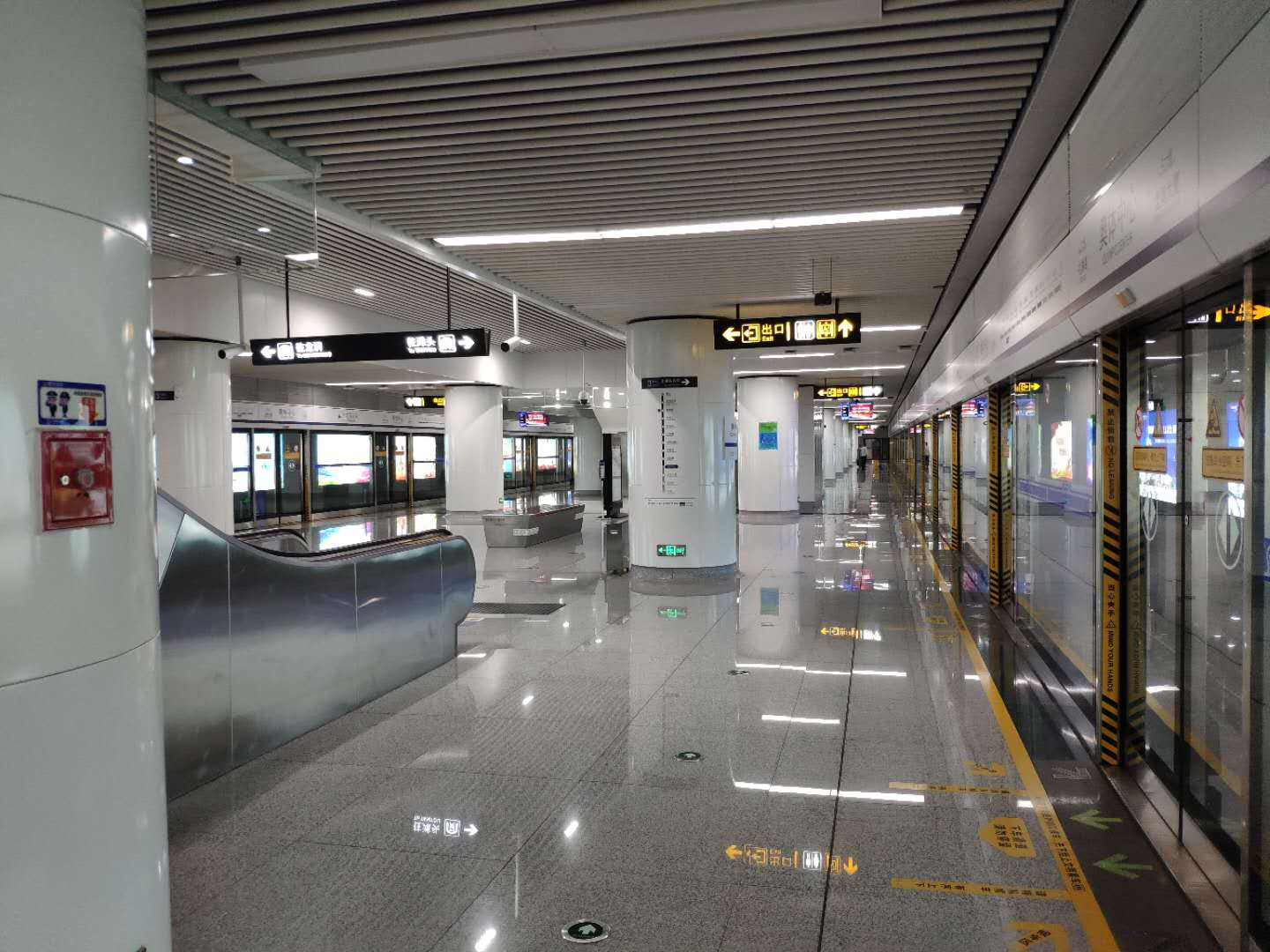
奥体中心站

本站位于经十路与奥体西路交叉口，为3号线、4号线换乘站，车站沿奥体西路南北布设，4号线车站位于3号线车站东侧，沿经十路东西向布设。经十路宽为84m、奥体西
路道路宽为45m。站址周边现状主要为能源大厦、成城大厦、山东省装饰集团公司、山东省国资委、加油站、奥体中心田径训练场，周边规划以商业金融、行政办公、绿地及体育用地为主。
本方案与4号线采用岛-岛“L”型换乘，3号线为地下二层站，位于奥体西路道路下，4号线为地下三层站，主体位于3号线南侧。3号线部分先期实施，结构预留与4号线的换乘条件。
车站地下一层为3、4号线共用站厅层，站厅公共区位3号线北端设备区以南，4号线东端设备区以西区域，北端为3号线设备区，东端为4号线设备区。地下二层为3号线的站台层及4号线的设备层。地下三层为4号线的站台层。车站3、4号线有效站台宽度均为13m。

## 出入口
共设置4个出入口。
| 編號                  | 指示                                     | 照片 |
| --------------------- | ---------------------------------------- | ---- |
| 出口 · A              | 奥体西路与永绥路交叉口以南，奥体西路路西 |      |
| 出口 · B · 1          | 解放东路与奥体西路交叉口，舜通大厦负一层 |      |
| 出口 · B · 3          | 奥体西路与解放东路交叉口东南角           |      |
| 出口 · D · 升降机标志 | 经十路与奥体西路交叉口东北下沉广场       |      |
| 註： 設有             |                                          |      |

### 临近地点
- 山东省高级人民法院
- 山东省人力资源和社会保障厅
- 山东省国资委
- 山东省立医院（东院）
- 济南奥林匹克体育中心体育场
- 仁恒公园世纪
- 历下金融中心
- 华润·万象城
- 黄金·时代广场
- 鲁商国奥城
- 能源大厦
- 成城大厦
- 中国农业银行（济南分行）
- 招商银行（济南黄金时代广场分行）
- 齐鲁银行（济南科技创新中心支行）
- 山东省装饰集团总公司